# Rèquiem (Hasse)
El Rèquiem en do major és un rèquiem compost per Johann Adolph Hasse per al funeral d'estat del seu patró Frederic August II de Saxònia, el novembre de 1763. Es va estrenar el 22 de novembre de 1763 a la Hofkirche catòlica de Dresden.
El tractament de la seqüència segueix la concepció dramàtica de Giuseppe Moneta: aquesta secció comprèn més de dos terços de l'obra, i inclou una trompa d'introducció de 26 vares a la Tuba Mirum.

## Origen i context
Johann Adolph Hasse va ser una de les figures més importants del barroc tardà, i potser el compositor més famós. Actualment, Hasse és famós sobretot com a compositor d'òpera, però també va crear nombroses obres sagrades de gran qualitat.
Casat amb la soprano Faustina Bordoni i successor de Händel amb el títol de Il caro Sassone, Hasse va ser una figura clau en el món de l'òpera i la música sacra a Dresden, on va ocupar durant trenta anys el càrrec de mestre de capella de la cort. A partir de l'any 1733, i durant tres dècades, Hasse va convertir Dresden en un dels centres musicals i operístics més avançats d'Europa, donant nom al període conegut com l'"era Hasse".
Durant la Guerra dels Set Anys, que va enfrontar Prússia i Àustria i va devastar gran part del territori saxó, Dresden va quedar pràcticament destruïda. Això va provocar el fracàs de la unió entre Saxònia i Polònia. A la tardor de 1763, la mort de Frederic August II va posar fi al vincle de Hasse amb la cort. A petició de l'hereu al tron, Frederic Cristià I de Saxònia, Hasse va crear un homenatge musical al seu vell i generós protector, qui també regnà a Polònia amb el nom d'August III. Tanmateix, dos mesos després, Frederic Cristià va morir, i Hasse va compondre un altre Rèquiem, aquesta vegada en mi menor. A finals de febrer de 1764, Hasse va deixar Dresden definitivament i no hi va tornar mai més.

## Música
Consta der 23 moviments, i tot i el tema, l'estat d'ànim general és lluminós, amb moments de foscor només a la Lacrimosa i en algunes altres seccions.
Passatges corals intensos, ecos d'estils compositius del passat, solos vocals plens d'expressió i àries que evidenciaven clarament Hasse com a compositor operístic, acompanyats d'una orquestració amb trompetes i timbals.